# Lago Leopoldo / Lago Autana
El Lago Leopoldo es un cuerpo de agua ubicado en la Amazonía venezolana en la zona más occidental del Escudo Guayanés. Mide aproximadamente 380 m. (1050 pies) por  240 m. (790 pies) y tiene hasta 20 m. (65 pies) de profundidad, su superficie es aproximadamente 7,3 hectáreas. El nivel del agua se documentó hace varios años a 384 m. (1258 pies) sobre el nivel del mar. Éste puede que haya disminuido en los últimos años.  El lago Leopoldo fue visto por primera vez desde el aire en la década de 1950 e identificado como un punto de referencia en las cercanías del Cerro Autana.  Su nombre deriva de la expedición que el rey Leopoldo III de Bélgica hizo en 1953.  Esta remontó sobre los ríos Sipapo, Autana y Umaj-aje y estableció un campamento a varios kilómetros al sur del lago.  No hay evidencia firme que ninguno de los miembros de la expedición del rey Leopoldo haya llegado al lago. El lago fue visitado por primera vez en marzo de 1973 por el naturalista español Félix Rodríguez de la Fuente que se acercó a su superficie en helicóptero.  Luego en ese mismo mes, la ruta terrestre de acceso desde el campamento original del rey Leopoldo fue establecida por una expedición venezolana que llegó a sus orillas el 18 de abril de 1973. El Lago Leopoldo ocupa un lugar definido en la historia y tradición oral de los nativos Piaroa donde se conoce como "Paraka-Wachoe" o el lago en las montañas.  El Lago Leopoldo hoy es también llamado Lago Autana y se incluye como monumento natural dentro de un área protegida que incluye el Cerro Autana y las tierras adyacentes.

## Descripción
El Lago Leopoldo se encuentra en la parte más occidental de la serranía Cuao-Sipapo que constituye el borde occidental del Escudo Guayanés, al este de los ríos Sipapo y Orinoco.  Se sitúa entre las cuencas hidrológicas de los ríos Cuao al norte y Autana al sur. El lago se encuentra en la cima de una montaña bordeado por una pared escarpada casi vertical en el extremo noroeste y un borde más bajo en el extremo sureste por donde drenan sus aguas por vías subterráneas.  El agua origina de la acumulación de lluvia; el drenaje subterráneo emerge a cierta distancia por el extremo sur y desemboca en un afluente del río Umaj-aje que a su vez desemboca en el río Autana. Los bordes consisten de suelos arenosos, pobres en nutrientes, procedentes de la erosión de la piedra arenisca circundante.  Los acantilados erosionados contienen vegetación típica de las zonas de transición: arbustos bajos en la parte superior y arbustos, palmeras y herbáceas en las partes más bajas.  La base de los acantilados consiste en acumulaciones de bloques de cuarcita cubiertos por musgos y algas. Más lejos de la orilla se encuentran árboles con desarrollo detenido, troncos y ramas cubiertos por musgos, y líquenes y epífitas como helechos, orquídeas y bromelias.  Las playas son de color rosado oscuro o blanco.  Los suelos son arenosos, ricos en cuarzo, pobres en nutrientes y con baja capacidad para la retención del agua. El lugar es remoto y prácticamente inaccesible. No aparece en los mapas de la época colonial o en los de los exploradores europeos del siglo XIX.

## Geología
El Lago Leopoldo se encuentra en los estratos de las rocas del Grupo Roraima que se conservan en pedestales que descansan sobre restos de granito erosionado tipo Parguaza. Los suelos arenosos de la formación Roraima que se encuentran en la serranía del Cuao-Sipapo se componen de un miembro basal caracterizado por areniscas graduadas con estratificación cruzada y ondulaciones,  estratos basálticos blandos (wackes)  y conglomerados delgados discontinuos; un elemento intermedio que se compone de dos capas de pizarras negra y gris entrelazadas con areniscas de cuarcita; y un miembro superior que se compone de areniscas de cuarcita y trazos de carbonato, areniscas feldespáticas y areniscas con abundancia de hematita. El origen geológico del lago es probablemente el resultado de derrumbes de piedras areniscas en un proceso similar a la formación de las cuevas del Cerro Autana.  El fondo del lago está compuesto principalmente de arena y pequeñas cantidades de sedimento.  La arena se compone primariamente de cuarzo y de un pequeño porcentaje de monominerales dominadas por el cuarzo y minerales accesorios como circón, feldespato, hematita, y rutilo. Es de destacar la alta concentración de mercurio en el sedimento, que es 2,3 veces mayor que la concentración anticipada en estas zonas.  Dada la ausencia de la actividad humana alrededor del lago y el hecho de que la operación minera de extracción de oro más cercana está a 250 kilómetros (155 millas) hacia el NE, el posible origen de esta alta concentración de mercurio incluye fuentes geológicas regionales a través de la transformación bioquímica de los suelos, transporte atmosférico desde largas distancias, y la quema de la biomasa en los bosques circundantes.

## Biología
El Lago Leopoldo es un sistema acuático único caracterizado por un sistema oligotrófico donde los aportes de nutrientes son controlados a través de la deposición atmosférica.  Los sedimentos se derivan probablemente de la pequeña cuenca de drenaje que contienen plantas ricas en materia orgánica. La materia orgánica en los sedimentos es consistente con origen vegetal. La concentración de oxígeno es baja en consonancia con el medio ambiente oligotrófico.  El pH indica un medio ácido oscilando entre  5.05 a 4.55 desde la superficie hasta el fondo.  Estos valores son consistentes con los que se han reportado en la precipitación de lluvia en otras partes del Escudo de Guayana en Venezuela y en el Amazonas

## Geografía y Exploración
El Lago Leopoldo fue documentado por primera vez desde el aire en la década de 1950 por el Capitán Harry Gibson. Un documento cinematográfico tomado sobre el lago a baja altura alrededor de 1971 muestra lo que parece ser un aguaje violento en la superficie.  Esto hizo que por un tiempo se considerara la posibilidad que el lago albergaba una criatura de gran tamaño.  El nombre proviene de la expedición que el rey Leopoldo III de Bélgica hizo en 1952 hacia el Alto Orinoco.  Esta finalmente se adentró por el río Sipapo y Autana y remontó el río Umaj-aje deteniéndose en una zona de raudales desde donde el río no es navegable. Una fotografía tomada el 6 de junio de 1952 muestra las curiaras en el raudal que posteriormente se conoció como Raudal Elata siguiendo el acrónimo de la expedición (Expedición Leopoldo al Territorio Amazonas.  En 1973 circuló la posibilidad que el antropólogo Josep María Cruxent (1911-2005), que había participado en la Expedición Leopoldo, había llegado al lago a pie.  Esta aserción nunca fue corroborada y no hubo documentación fotográfica o física de esta visita.  En marzo de 1973, el naturalista español Félix Rodríguez de la Fuente llegó a la superficie del lago en helicóptero y obtuvo documentación cinematográfica.  La primera expedición que estableció la ruta terrestre al Lago Leopoldo se inició en el Río Sipapo y remontó los ríos Sipapo, Autana y Umaj-aje estableciendo campamento sobre el raudal Elata, en el mismo lugar de la expedición Leopoldo 20 años antes.  Desde allí, la expedición continuó primero por una ruta directa al área de la ubicación prevista del lago, y luego siguiendo la margen derecha del río Umaj-aje hacia la unión de los caños del Zorro y el Cejal.  La ubicación del lago se determinó por triangulación usando fotografías de gran altitud suministradas por la empresa de cartografía aérea Tranarg. A pesar de la alta resolución de las fotografías, la ubicación final del lago se hizo por reconocimiento terrestre con la exploración sistemática de todos los lugares posibles dentro del área general.  Las orillas del lago fueron alcanzadas en la tarde del 18 de abril de 1973 por un grupo de avanzada que incluyó a Rodolfo Ricardo y Henry Hopkins. El resto de la expedición incluyendo Nedo Paniz, Luis D. Berrizbeitia, Fernando Hué, Pedro Gómez, Carlos Rodríguez, Néstor Rodríguez L., Marcial Pacheco y dos miembros de la Guardia Nacional de Venezuela alcanzó el lago al día siguiente, 19 de abril de 1973. Hubo amplia documentación fotográfica y cinematográfica y un relato de la expedición apareció en el suplemento dominical "Séptimo Día" del diario caraqueño El Nacional.  Después de esta primera expedición, el lago fue alcanzado varias veces por miembros de la expedición original (Nedo Paniz, tres veces entre 1975 y 1987; Luis D. Berrizbeitia, tres veces entre 1990 y 1996) y posiblemente otros.  La ruta terrestre al Lago Leopoldo hoy está establecida desde el primer campamento en el raudal Elata y desde un segundo campamento en la base de la montaña desde donde se llega directamente al lago. No hay poblaciones Piaroa en esa región y los indígenas rara vez visitan la zona directamente adyacente al lago.  No existen senderos aparte de los de animales que siguen el borde de los ríos.

## Mitología
El lago Leopoldo se encuentra en la misma zona del Cerro Autana que tiene significado importante en los mitos ancestrales y de creación de los indios Piaroa.  No obstante, las referencias específicas al Lago Leopoldo en la mitología Piaroa son escasas.  Para ellos, el lago es conocido como "Paraka-Wachoe" o el lago de la montaña.  Durante la expedición de 1973 los asistentes Piaroa rehusaron a emprender la marcha hacia el lago afirmando que esas eran las "tierras del diablo." En 1996, durante una conversación con el capitán de la aldea de Mapoy, éste afirmó que el lago era sagrado para los Piaroa y que los extranjeros que lo visitasen no debían internarse bajo su superficie.